# جسر 14 تموز

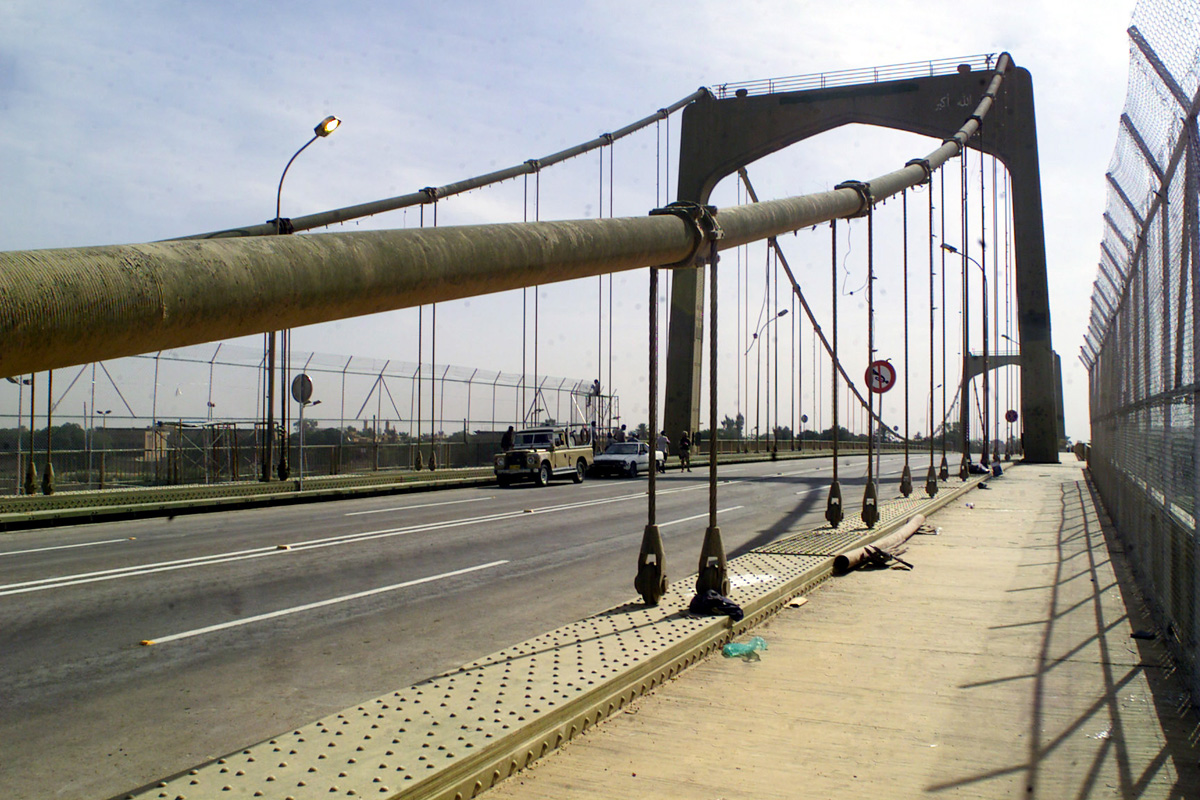
جسر 14 تموز المعلّق في بغداد وهو اليوم مُغلق

جسر 14 تموز أو جسر الكرادة المعلّق هو جسر معلق يقع فوق نهر دجلة في بغداد. أفتتح الجسر عام 1964. يربط شارع 14 تموز عند المنطقة الخضراء (من جانب الكرخ)، بمنطقة الكرادة (من جانب الرصافة). وللجسر مسارين في كل اتجاه، إلاّ أن الظروف الأمنية السيئة التي تلت احتلال العراق عام 2003 والتفتيش الأمني الدقيق، أديّا إلى أن يصبح السير عليهِ باتجاه واحد، ومن ثم إغلاقه امام عبور العامة. ليُعاد افتتاحه في 10 ديسمبر 2018، ولكن اغلق مرة اخرى امام العامة واصبح عبوره بتصريح امني فقط.

## الانشاء
صمم المهندس الأمريكي ديفيد ستينمان مخطط الجسر عام 1959 إلاّ إنه توفي في عام 1960 قبل اكتمال البناء. ونظرا للظروف السياسية التي مرت بالبلاد، فلم يتم البدء في البناء إلّا في عام 1961 من قبل شركة بلجيكية، وأفتتح الجسر في عام 1964. ويعبّر تصميم أعمدة الجسر على العقود العربية المدببة. ويبلغ طول الجسر المعلق 336 متر، اما الطول الكلي للجسر مع المقتربات فهو 868 متر.

## الوصف
يتكون الجسر المعلق من ثلاث فتحات رئيسية طول الفتحة الوسطى 168 متر وطول كل من الفتحتين الجانبيتين 84 متر. ويبلغ طول الجسر المعلق 336 متر، اما الطول الكلي للجسر مع المقتربات فهو 868 متر. ويبلغ عرض الجسر 20 متر. ويرتكز الجسر فوق نهر دجلة على دعامتين فقط عمق الجنوبية منها 13,5 متر والشمالية 10,5 متر وتقوم الدعامتان على قاعدة من الخرسانة بابعاد 28 متر للطول و 6 متر للعرض وبسمك مترين وتستند هذه القاعدة على تكمة الاوتاد التي تبلغ ابعادها 30×8,6×4 متر للدعامة الجنوبية و 30×8,6×3 متر للدعامة الشمالية. وفوق كل من الدعامتين يرتفع برج مكون من هيكل حديد صمم وفق الطابع المحلي للعمارة العراقية. ويرتكز على هذه الابراج السلك الرئيسي الذي يحمل الجسر بواسطة اسلاك ذات قوة تحمل 173 طن لكل منهما.

## حرب الخليج

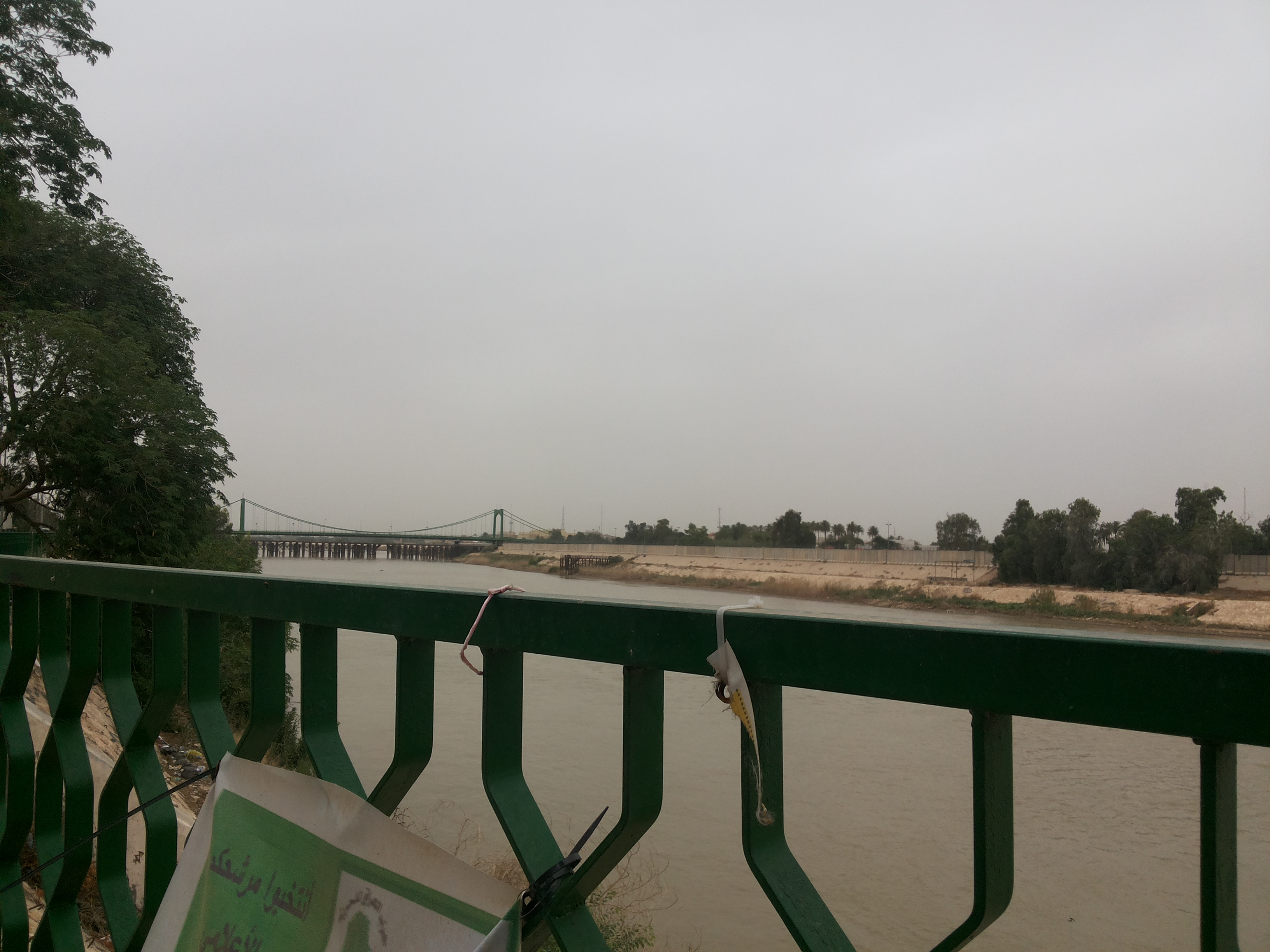
الجسر المعلق اليوم، حيث يصعب الإقتراب منه بسبب الظروف الأمنية، حيث إنه المعبر الوحيد من جانب الرصافة في منطقة الكرادة نحو المنطقة الخضراء.

خلال حرب الخليج الثانية، أُصيب الجسر بأضرار جسيمة نتيجة للقصف الأمريكي في شباط / فبراير عام 1991، فيما اُطلق عليه عملية عاصفة الصحراء. إلّا أن الحكومة العراقية أعادت ترميمه بالرغم من الحصار الاقتصادي الذي فُرض على العراق في عقد التسعينيات من القرن العشرين. بعد غزو بغداد في حرب العراق في نيسان 2003، تم تصنيف المنطقة على أنها غير آمنة، وتم إغلاقها للصيانة. وقد تم إعادة فتح الجسر رسميّا في 25 تشرين الأول / أكتوبر 2003، إلاّ أن تفجيرا في بغداد يوم 13 نوفمبر 2003 سبّب بإغلاقه مرة أخرى حتى منتصف عام 2004. وقد تم إغلاق الجسر مؤخرا أمام حركة المواطنين، لأنه يؤدي إلى المنطقة الخضراء، حيث مقر رئاسة الوزراء والسفارة الأمريكية.
وأعاد رئيس الوزراء العراقي عادل عبد المهدي افتتاحه في 10 ديسمبر 2018 أمام حركة المواطنين بمناسبة النصر على تنظيم الدولة الإسلامية واستقرار الوضع الأمني في البلاد.